# Vandalski rat
Vizantijsko-vandalski rat, poznat i kao Vandalski rat, bio je oružani sukob koji se od 533. do 534. vodio između Vandalskog kraljevstva na jednoj, i Istočnog rimskog (vizantijskog) carstva na drugoj strani. Trajao je kratko i završio vizantijskom pobedom, nakon koje je Vandalsko kraljevstvo prestalo da postoji, a Vizantija pod svoju vlast stavila nekadašnju zapadnorimsku provinciju Afriku, otpočevši tako pokušaj obnove nekadašnjeg Rimskog carstva.

## Pozadina
Vandali su bili germanski narod koji je za vrijeme Velike seobe naroda početkom 5. veka prodro na teritoriju tadašnjeg Zapadnog carstva, prvo preko Galije u Spaniju, da bi se pod vodstvom Gajzeriha godine 429. preselio u Severnu Afriku, odnosno rimsku provinciju Afriku koja je sve dotada bila pošteđena barbarskih provala. Nakon što je 439. Gajzerih zauzeo Kartaginu, cela provincija je pala pod vandalsku vlast. U oblasti koja se smatrala jednom od najbogatijih i najrazvijenijih od svih rimskih provincija, a bez brige o suparničkim germanskim narodima koji su ostali s druge strane Mediterana, Gajzerihovi Vandali su brzo konsolidovali vlast, ali i razvili pomorske veštine zahvaljujući kojima su osvojili Siciliju, Sardiniju, Maltu i Baleare. Kontrola pomorskih puteva je Vandalima omogućila da, za razliku od svojih germanskih srodnika, budu i formalno nezavisni od ostataka Rimskog carstva, a svoju su nezavisnost demonstrirali 455. velikom pljačkom Rima. Shvativši opasnost koju predstavlja vandalska država u Severnoj Africi, u sledećoj deceniji su oba rimska carstva pokrenula pohode s ciljem da to područje stave pod svoju vlast. Gajzerih, iako u poodmakloj dobi, uspeo je suzbiti oba pokušaja, uništivši flotu zapadnorimskog cara Majorijana 461. i istočnorimskog admirala Baziliska godine 468. Ti su neuspesi bitno doprineli kolapsu Zapadnog Carstva 476. a iste godine je Istočno carstvo, mučeno unutrašnjim sukobima, sa Vandalima sklopilo trajni mir.
Mir između Vandala i Vizantinaca se održao nekoliko decenija. Gajzerihovi naslednici, uglavnom zadovoljni osvojenim, nisu imali potrebe da se šire na istok i ugrožavaju Vizantijske teritorije; vizantski carevi su, pak, previše zaokupljeni pretnjom koje su predstavljali perzijski Sasanidi, odnosno unutrašnjim verskim sukobima. Međutim, miroljubiva koegzistencija dveju država je bila stalno ugrožena verskim razlikama - Vandali su sa Vizantincima delili hrišćansku veru, ali su prihvatili arijanstvo umesto nikejskog verovanja koje je bilo službena religija Carstva, ali koje su ispovedali i severnoafrički hrišćani pre dolaska Vandala. Iako su pojedini vandalski vladari ponekad pokazivali religijsku toleranciju, pod njihovom vlašću nisu bili retki pokušaji nasilnog prekrštavanja, odnosno progona svojih nikejskih („pravovernih“) podanika.

## Izbijanje rata
Takvu je politiku nastojao okončati kralj Hilderik, najromaniziraniji od svih vandalskih kraljeva, koji je na vlast došao godine 523. Njegova politika tolerancije prema nikejancima, ali i kovanje novca s likom Vizantijskih careva - odnosno implicitno priznanje vizantijskog suvereniteta - izazvalo je nezadovoljstvo među njegovim sunarodniacima. Oni su se okupili oko Hilderihovog nećaka Gelimera koji je 19. maja 530. svrgnuo Hilderiha. 
U Vizantiji je godine 527. na vlast došao mladi Justinijan, čije su prve godine vladavine obilježile krize poput Nika nereda i porazi u ratu s Persijancima. Justinijan je stoga nastojao svoj autoritet obnoviti uspesima na zapadu, odnosno nametanjem vlasti nekadašnjim zapadnim područjima Rimskog Carstva, na koje je Vizantija formalno polagala pravo. Okončanje Akakijeve šizme, odnosno obnova jedinstva rimske i Vizantijske Crkve, je takođe stvorila uvere da Justinijan može očekivati podršku tamošnjih hrišćana, pogotovo u Severnoj Africi, koja se smatrala jednom od najhrišćanskijih oblasti nekadašnjeg Carstva.
Justinijan je u Kartaginu poslao zahtev da se Hilderik vrati na prestol. Kada su Vandali to odbili, Justinijan je imao izgovor za pokretanje vojnog pohoda. Pripreme za njega su započele u leto 532. godine, odmah nakon što je sa Persijancima potpisan tzv. Večni mir i tako osigurane Vizantijske istočne granice.

## Pripreme za pohod
Justinijan je za komandanta izabrao Velizara, koji se, uprkos poraza na kraju rata s Persijancima, smatrao najboljim vizantijskim vojskovođom. Velizaru je kao načelnik štaba pomagao evnuh Solomon, a jedan od generalovih sekretara je bio i Prokopije, znameniti istoričar koji je pohod kasnije opisao u dvotomnoj knjizi. Prema Prokopijevim navodima, ekspedicija se sastojala od 500 transportnih brodova i 92 dromona (ratna broda), koji su prevozili 10.000 pešaka (od toga 5.000 Vizantinaca i 5.000 federata) te oko 5.000 konjanika (1.500 Velizarovih vlastitih bucellaria, 3.000 federata, 600 hunskih i 400 herulskih konjanika-strelaca).
Te snage su bile relativno malobrojne za tako ambiciozan pohod, a Prokopije sugeriše kako je razlog za to bio nedostatak entuzijazma na Justinijanovom dvoru. Iako je u to vreme živelo malo ljudi koji su se mogli sećati Baziliskovog pohoda, njegov katastrofalni ishod je ostavio duboki utisak na kasnije generacije i stvorio reputaciju o Vandalima kao žestokim i nepobedivim ratnicima. Tako se i Justinijanov glavni dvoranin Jovan Kapadokijac zalagao protiv pokretanja rata. S druge strane, sveštenstvo je podržavalo pohod, smatrajući ga svetim ratom protiv krivoveraca i za oslobođenje pravoverne braće. 
Justinijan je, pak, nedostatke u brojčanom smislu nastojao nadoknaditi diplomatskim aktivnostima, a na ruku su mu išli i ustanci koji su izbili protiv Gelimerove vlasti u Tripolitaniji kao i na Sardiniji gde se odmetnuo guverner po imenu Godas. Iako je ustanak u Tripolitaniji podržala Vizantijska vojska iz Kirenajke, Gelimer na njega nije reagovao, smatrajući pobunu na Sardiniji opasnijom. Tamo je poslao flotu od 120 brodova, kao i 5.000 vojnika pod svojim bratom Caconom.
Vizantinci su takođe osigurali podršku Ostrogotskog kraljevstva, koje je pre toga od Vandala bilo preotelo Siciliju, a čiji su vladari, iako arijanci, u Vandalima videli suparnike.

## Prva faza pohoda
Velizarova flota je iz Konstantinopolja isplovila 19. juna 533. te se s velikim oprezom kretala prema zapadu, pre nego što se usidrila na obali Sicilije. Tamo je Velizar, kako Prokopije navodi, „s velikim olakšanjem“, doznao kako je vandalska flota još uvek zaposlena gušenjem ustanka na Sardiniji. To je značilo da vizantijskoj ekspediciji više ništa neće stajati na putu. Velizarove snage su se 9. septembra bez otpora iskrcale kod Kaput Vada (današnji Rad Kaboudia u Tunisu). Odatle su započele marš prema Kartagini koju su nameravali staviti pod opsadu. Velizar je tada održavao strogu disciplinu među svojim trupama, nastojeći sprečiti pljačku i tako steći podršku lokalnog stanovništva.
Gelimer je raspolagao s brojčano manjim snagama od Velizara, ali je osmislio plan da Vizantince napadne s tri različite strane, opkoli i uništi. On je doveo do bitke kod Ad Decimuma u kome je slaba koordinacija među vandalskim snagama omogućila Velizaru da ih potuče počasno. Gelimera je pogibija brata Amate demoralisala, a što je dovelo do kolapsa vandalske vojske. Gelimer je pobegao na zapad u Numidiju, te Vizantince više niko nije mogao sprečiti da zauzmu Kartaginu.
Gradska vrata su bila otvorena, ali je Velizar namerno držao svoju vojsku van gradskih zidina. U grad je ušao 15. septembra, a građani su ga dočekali kao oslobodioca. Velizar je svoj štab smestio u bivšu Gelimerovu palatu, odakle je naredio da započnu pripreme za odbranu, smatrajući kako će Gelimer organizovati kontranapad i pokušati povratiti svoju prestonicu.

## Druga faza pohoda
Velizarov oprez je bio opravdan, s obzirom da je Gelimer organizovao štab u Bula Regiji, gde mu se pridružio Cacon sa svojim pojačanjima. Vandalska vojska je krenula na istok te započela s pripremama za opsadu Kartagine, uključujući rušenje akvadukta s kojim se afrička metropola snabdevala vodom. Istovremeno je Gelimer poslao svoje agente u grad, a oni su pokušali podmititi Belizarove trupe, pogotovo hunske najamnike.
Belizar je, bojeći se pobune, odlučio vandalsku vojsku poraziti na otvorenom polju te pokrenuo trupe na zapad. Dve vojske su se srele 15. decembra kod Trikamaruma. Bitka je odlučena već na samom početku, prilikom sukoba konjičkih prethodnica i pre angažmana Vizantijske pešadije. Tada je poginuo Cacon, a Gelimer ponovo postao očajan i pobegao, što je dovelo do poraza njegove vojske.
Gelimer se nakon toga skrivao u numidijskim planinama. U međuvremenu su Vizantijske snage za nekoliko meseci zauzele sve vandalske teritorije - Sardiniju, Korziku i Baleare, pa i tvrđavu Septum u Mauritaniji, nasuprot Gibraltara pod vizigotskom vlašću. Gelimer se nakon što je zimu, prema Prokopijevim rečima, proveo „u očajnim uslovima“, odlučio predati Velizaru u martu 534.
Nekoliko meseci kasnije je Gelimer zajedno sa Velizarom otplovio u Konstantinopolj. Vizantijski brodovi su, osim s vandalskim zarobljenicima, bili nakrcani i brojnim dragocenostima koje su Vandali bili opljačkali u Rimu nepunih osam decenija ranije. Justinijan je, nastojeći uspostaviti simboličnu vezu Vizantijskog sa Rimskim carstvom, dozvolio Velizaru da održi trijumfalnu paradu. Tokom nje se Gelimer simbolično odrekao kraljevske krune, čime je prestalo da postoji Vandalsko kraljevstvo.

## Posledice
Brzina s kojom su poraženi i pokoreni nekad nepobjedivi Vandali, odnosno uspeh pohoda, iznenadio je i same Vizantince. Justinijan je, pak, to shvatio kao znak Božje naklonosti, a preuzimanje nekadašnjeg rimskog blaga kao poruku da njegova misija mora biti obnova Rimskog Carstva, odnosno preuzimanje svih njenih teritorija. Tom cilju, koji je sugestirala i preambula njegovog znamenitog zakonika 534. godine, prvo je na putu stajalo Ostrogotsko Kraljevstvo, protiv koga je već 535. pokrenut veliki pohod. Za razliku od Vandala, Ostrogoti su pružali daleko uspešniji otpor čije je konačno slamanje 553. godine, prema tumačenju kasnijih istoričara, za Vizantince predstavljalo Pirovu pobedu, a dve decenije rata za zapadnu civilizaciju katastrofu u kojoj je kasnoantička kultura zamenjena srednjovekovnim mrakom.
U samoj Severnoj Africi se, pak, te negativne posledice uglavnom nisu osjetile. Već u aprilu 534. je Justinijan novosvojene teritorije organizovao u Pretorijansku prefekturu Afriku, gde je pod Solomonom obnovljen sistem nekadašnje rimske uprave. Nakon što su ugušeni ustanci berberskih plemena iz unutrašnjost i tako konsolidovana vizantijska vlast, Afrika se pretvorila u jedan od najmirnijih i najprosperitetnijih delova Vizantijskog carstva. Takva je ostala sve do sredine 7. veka kada su je osvojili muslimanski Arapi.

## Literatura
- Bury, John Bagnell (1923). History of the Later Roman Empire Vols. I & II. Macmillan & Co., Ltd.
- Prokopije, De Bello Vandalico (BV), Volumes I. & II.